# 真央はじめ
真央 はじめ（まお はじめ、1968年3月9日 - ）は、日本のAV男優。愛称は「まおくん」。劇団星座（ほしざ）所属。
かつて有名テーマパークのダンサーをやっていた経歴を持つ。演技は上手く、特にバラエティ番組の司会のような仕切り・進行の良さに力を発揮する。AV作品でその能力が求められることは少ないが、『涼宮ハヒルの憂鬱』および『涼宮ハヒルの消失』では「古泉」役として高い演技力を存分に発揮した。

## 関連人物
主な共演者等を挙げる。
- 鳴沢賢一